# California Über Alles
California Über Alles – pierwszy singel zespołu Dead Kennedys nagrany i wydany w czerwcu 1979 roku przez firmę Optional Music.
Utwór został wydany na albumie Fresh Fruit for Rotting Vegetables z 1980.
Cover tego utworu stworzył polski zespół Kazik na Żywo pt. "Kalifornia ponad wszystko" i opublikował na albumie Na żywo, ale w studio z 1994 oraz zespół Profanacja.

## Lista utworów
1. California Über Alles
2. The Man with the Dogs

## Skład
- Jello Biafra – wokal
- East Bay Ray – gitara
- Klaus Flouride – gitara basowa
- Ted – perkusja